# Bangu
Bangu é um bairro da Zona Oeste do Rio de Janeiro. É tido como um dos bairros mais populosos da cidade, com cerca de 250.000 habitantes, segundo estimativas de 2011, estando distribuídos numa área de 4.570,69 hectares. Localiza-se no centro geográfico do município e limita-se com os bairros de Jacarepaguá, Campo Grande, Santíssimo, Senador Camará, Vila Kennedy, Realengo, Padre Miguel e Gericinó.
Importante ícone do bairro é a Fábrica Bangu, que hoje abriga as instalações do Bangu Shopping, inaugurado no dia 30 de outubro de 2007. É conhecido por ser o bairro mais distante do mar e o mais quente da capital fluminense, com temperaturas que frequentemente ultrapassam os 40 °C ao longo do ano.
Segundo o decreto-lei de 7 de janeiro de 2010, n° 5.146, Art. 6º, §3º, II., o dia 8 de março de 1673 ficou instituído como data de aniversário do bairro. 8 de março é uma referência à data de inauguração da Fábrica Bangu, em 1893 e à fundação da Fazenda Bangu, em 1673.
Em 22 de novembro de 2004, o então prefeito do Rio de Janeiro César Maia criou, por decreto, o bairro de Gericinó, desmembrando-o de Bangu, juntamente com a região onde se localiza o Complexo Penitenciário de Gericinó (na época chamado "Complexo Presidiário de Bangu"), o Lixão de Bangu e a Serra do Mendanha. Em julho de 2017, foi sancionada a lei que oficializou o bairro de Vila Kennedy, desmembrando de Bangu, a região onde se localiza a comunidade de Vila Kennedy.

## História
No ano de 1673, Manuel de Barcelos Domingues, um dos primeiros povoadores da cidade do Rio de Janeiro, construiu uma capela particular em sua Fazenda Bangu, primitivamente Engenho da Serra. Aquela região era parte até então da Freguesia de Campo Grande. Em 1740, João Manoel de Melo recebeu por sesmaria a Fazenda do Bangu. Em 1743, João Freire Alemão comprou a fazenda da viúva de João Manoel de Melo, que teve ainda como proprietários Anna Francisca de Castro Morais e Miranda (1798), Manoel Miguel Martins, o Barão de Itacurussá (1870).
Posteriormente, a Companhia Progresso Industrial do Brasil adquiriu a propriedade dessas fazendas, onde fundou, no dia 6 de fevereiro de 1889, a Fábrica de Tecidos Bangu. Quando da compra da fazenda pela companhia, havia na região apenas uma rua, a Estrada Real de Santa Cruz, que foi aberta para permitir a comunicação com as Sesmarias dos Jesuítas  (chamou-se originalmente caminho dos Jesuítas), que se estendiam pelo litoral até as proximidades de Itaguaí. Na atualidade, encontram-se neste logradouro os marcos históricos (lápides de concreto) que serviam para demarcar a distância, em léguas, que o Imperador Dom Pedro I percorria para encontrar a sua amada, a Marquesa de Santos, desde que deixava sua residência, na Quinta da Boa Vista, até chegar a São Paulo. Eles também serviam para parar e descansar depois de horas andando a cavalo.

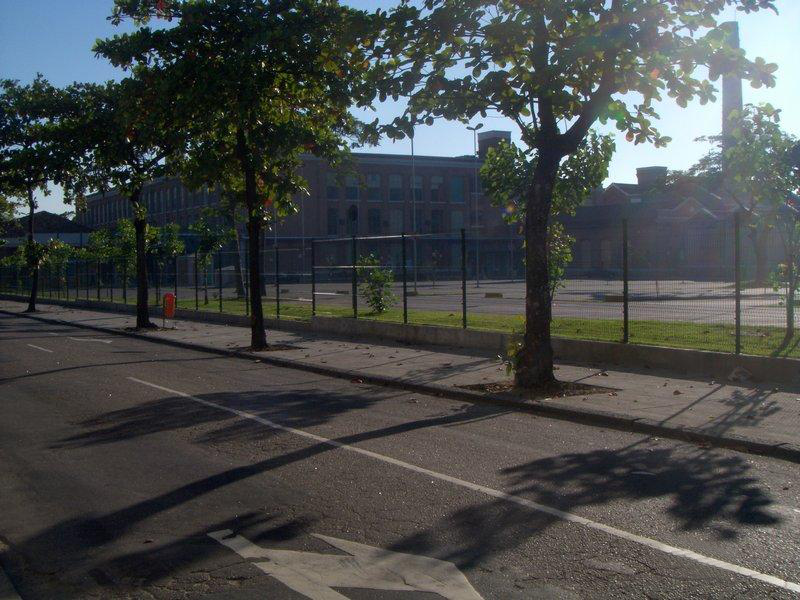
Lateral do Bangu Shopping (Rua dos Açudes).

O Ramal de Santa Cruz foi inaugurado em 2 de dezembro de 1878 pela Estrada de Ferro Dom Pedro II, sendo suas primeiras estações, nesta ordem, Deodoro, Realengo e a Estação de Bangu (1890).
A ferrovia foi imprescindível para intensificação da urbanização e ocupação das áreas, não só de Bangu, mas das demais áreas da Zona Oeste carioca, uma vez que tornou possível o transporte de produtos e pessoas até a região, que até então, se mantinha praticamente isolada do centro urbano da cidade, tanto pela grande distância, quanto pelas barreiras físicas naturais encontradas (os maciços da Pedra Branca e do Gericinó) que dificultavam o percurso. Com a inauguração da ferrovia, a ocupação foi se intensificando e núcleos urbanos foram surgindo em torno dela, trazendo também o estabelecimento de empreendimentos que tiveram atuação decisiva no processo de ocupação, expansão e desenvolvimento da região.
Bangu cresceu com todas as características de um bairro proletário, onde os primeiros patrões foram os ingleses, sendo um bairro planejado para funcionar atendendo à Fábrica de Tecidos Bangu. Todo este crescimento favoreceu a população uma boa qualidade de vida, onde a fábrica financiava para todos os seus empregados casas construídas com materiais que na sua maioria vinham da Europa, como os primeiros tijolos maciços, as telhas, as madeiras de pinho de riga da Suécia, etc, mantendo sempre o modelo de arquitetura inglesa em todas as suas construções.
Em 1891, surge o primeiro núcleo comercial no "Marco 6", nas imediações da Estação Guilherme da Silveira com os comerciantes Sabino Moura, Teobaldo Molica e Emílio Pavão. No mesmo ano, é concluído o encanamento desde o reservatório do Guandu até a fábrica. No ano seguinte é Fundada a Sociedade Musical Progresso de Bangu, a 24 de janeiro.
Em 1893, é iniciada a construção da Vila Operária, com 95 casas na rua que seria denominada Rua Estevão. (atual Avenida Cônego de Vasconcelos). No ano de 1901, o professor Timóteo Ribeiro de Andrade cria o primeiro grupo escolar em sua residência que foi chamado de Ribeiro de Andrade. Dois anos depois, em 1903, o professor Jacinto Alcides também leciona em sua residência na Rua do Comércio, que mais tarde receberá o seu nome. Ainda no mesmo ano é fundado o Grupo Carnavalesco Flor de Lira.
Em 1904, um grupo de operários ingleses e brasileiros fundou o The Bangu Athletic Club, em 17 de abril. No ano seguinte é também fundado, por operários, o Esperança FC, que disputou o Campeonato Carioca de Futebol de 1924, pela LMDT. No mesmo ano, foi também inaugurada pela Fábrica Bangu uma escola para os filhos dos operários denominada Presidente Rodrigues Alves, em 30 de junho, tendo sido seu primeiro diretor o Professor Jacintho Alcides.
Em 2 de fevereiro de 1907, é fundado o Grêmio Philomático Rui Barbosa, uma casa de cultura, com sede numa casa da Vila Operária na esquina da Rua Estevão com a Estrada Rio-São Paulo (Av. Cônego de Vasconcelos com Rua Francisco Real). É inaugurado no dia 1° de maio, o prédio que abrigará a Sociedade Musical Progresso do Bangu e que passa a chamar-se Casino Bangu. O prédio é o do n° 127 da Rua Estevão (atual Av. Cônego de Vasconcelos).
Em 1908, são criados o Curato de Bangu e a Paróquia de São Sebastião e Santa Cecília. Em 1909, no dia 9 de março, foi criado o Grupo Carnavalesco Prazer das Morenas. Em 1910, foi oficialmente inaugurada a 10 de março, a Igreja de São Sebastião e Santa Cecília. Na missa inaugural estiveram presentes o Comendador Costa Pereira, Presidente da Fábrica Bangu, e sua esposa que doaram a imagem de Nossa Senhora, que foi colocada no centro do altar. Também é inaugurada no Marco 6, a Igreja Evangélica Brasileira, no ano de 1923.
Em 1916, em virtude da guerra na Europa surgem algumas dificuldades com a navegação marítima que traz matéria-prima para a fábrica No ano seguinte, a Escola Presidente Rodrigues Alves é doada à Prefeitura do Distrito Federal e passa a chamar-se Martins Junior. Em 1919, é inaugurada a Igreja Evangélica na Rua Silva Cardoso.
Os irmãos Rugiero fecham o Cinema Recreio e inauguram o Cinema Bangú na Rua Estevão, no ano de 1920. No mesmo ano são ainda inaugurados alguns centros espíritas: Luz e Amor, na Rua Silva Cardoso; Pedro de Alcântara, na Rua Ribeiro Dantas; João Batista na Estrada do Engenho. Também é inaugurada a Ação Cristã Vicente Moreti, na Rua Maravilha.
Em 1925 é inaugurado o Grêmio Literário Rui Barbosa em Substituição ao Grêmio Philométrico. Em 1932, a 17 de abril, é inaugurada a Igreja Presbiteriana de Bangu, na Rua Júlio César. No ano de 1933, com uma subestação inaugurada na Rua Progresso, atual Rangel Pestana, a Light passa a distribuir energia elétrica em Bangu. No mesmo ano é ainda criado o Ceres Futebol Clube, com sede e campo na Rua da Chita.
Em 1935, foi inaugurada a agência da Caixa Econômica Federal em prédio doado pela Fábrica na esquina da Rua Fonseca com a Rua Francisco Real.
No ano de 1937, a 15 de novembro, é fundado o Grêmio Recreativo Escola de Samba Unidos de Bangu. Um ano depois, chega a Bangu o presidente Getúlio Vargas para inaugurar o Centro de Saúde e Hospital Almeida Magalhães para tratamento de tuberculose, construído em terreno doado pela Fábrica. O presidente também inaugurou uma placa de bronze no Centro de Saúde na Rua Silva Cardoso, n° 145.
Em 1942, é inaugurada a Escola do SENAI, hoje Colégio Leopoldina da Silveira, em prédio doado pela Fábrica, na Rua da Feira. Começa então a construção dos núcleos residenciais para os operários e 114 casas já estão construídas. Em janeiro de 1945, é inaugurada a Paróquia São Lourenço, na Av. Ministro Ary Franco. Dois anos depois, em 23 de setembro de 1947, foi inaugurado o Centro Espírita Prece aos Sofredores, passando mais tarde a ter sua sede na Rua dos Tintureiros.
Em 22 de setembro de 1949, foi inaugurada a Obra de Assistência a Infância de Bangu idealizada pelo Dr. Antônio Gonçalves da Silva, na Rua Silva Cardoso, e em 1951, o Ginásio Daltro Santos. Em 14 de fevereiro de 1968, é fundada a Associação Comercial e Industrial da Região de Bangu – ACIRB. Em 15 de outubro do ano seguinte, é fundado o Lions Clube Bangu.
Outras inaugurações foram: 1979, do Fórum na Rua Silva Cardoso; 1983:  Monumento dos Pracinhas, na Praça da Fé. 1991 (22 de abril)  o Calçadão na Av. Cônego de Vasconcelos; o CIEP Célia Martins Mena Barreto em junho; 1994, Centro Cultural da Região de Bangu (24 de maio), com sede na Rua Silva Cardoso; CIEP Dr. Guilherme da Silveira, no Jardim Bangu, em outubro; a nova agência do Banerj, em 7 de novembro, no calçadão; 2002: Calçadão de Bangu (reforma do projeto Rio Cidade); 2007: o Bangu Shopping, situado nas antigas instalações da Fábrica de Tecidos Bangu; 2013: reinauguração do Grêmio Recreativo Escola de Samba Unidos de Bangu; 2014: Estátua de Thomas Donohoe na área externa do Bangu Shopping (funcionário escocês da antiga fábrica que introduziu o futebol no Brasil no final do século XIX).

## Geografia

### Demografia
Seu IDH, no ano 2000, era de 0,794, o 96º melhor do município do Rio de Janeiro. Segundo o Instituto Pereira Passos, o Censo de 2000 apontava o bairro como tendo 21 favelas.

### Clima
Devido à sua localização geográfica, estando numa baixada, entre os maciços da Pedra Branca e de Gericinó, e distante do litoral, o que acarreta em ilhas de calor, Bangu é conhecido por registrar altas temperaturas, sobretudo nas estações de primavera e verão, quando geralmente os termômetros chegam a temperaturas próximas ou superiores a 40 °C. Segundo dados do Instituto Nacional de Meteorologia (INMET), referentes ao período de 1961 a 2004 (até 27 de março), a menor temperatura registrada em Bangu foi de 8,7 °C em 27 de junho de 1994, e a maior atingiu 43,1 °C em 14 de janeiro de 1984. Durante vários anos, esta foi a maior temperatura oficial registrada no município do Rio de Janeiro, superada pelos 43,2 °C em 26 de dezembro de 2012 na estação meteorológica do bairro Santa Cruz.
O maior acumulado de precipitação em 24 horas foi de 184 milímetros (mm) em 3 de fevereiro de 1988. Outros grandes acumulados foram 168,6 mm em 27 de fevereiro de 1971, 151,6 mm em 14 de fevereiro de 1996, 149,2 mm em 27 de março de 1996, 139 mm em 19 de março de 1967, 138 mm em 27 de março de 1994, 135 mm em 5 de janeiro de 1992, 126 mm nos dias 11 de junho de 1989 e 29 de março de 1991, 124,8 mm em 20 de fevereiro de 1967, 123,8 mm em 4 de fevereiro de 1996, 115 mm em 25 de fevereiro de 1985, 113,5 mm em 19 de fevereiro de 1991, 112 mm em 12 de abril de 1985, 110,5 mm em 12 de janeiro de 1966, 108 mm em 3 de janeiro de 1982, 107,2 mm em 3 de abril de 1969, 104,5 mm em 27 de abril de 1991 e 102 mm em 11 de janeiro de 1966.
Desde março de 2004, a estação meteorológica de Bangu está desativada, por isso o bairro deixou de ter uma medição "oficial", cedendo assim lugar à Santa Cruz, também na zona oeste, de "o bairro mais quente da cidade", ao menos, em termos oficiais.
| Dados climatológicos para Bangu | Dados climatológicos para Bangu | Dados climatológicos para Bangu | Dados climatológicos para Bangu | Dados climatológicos para Bangu | Dados climatológicos para Bangu | Dados climatológicos para Bangu | Dados climatológicos para Bangu | Dados climatológicos para Bangu | Dados climatológicos para Bangu | Dados climatológicos para Bangu | Dados climatológicos para Bangu | Dados climatológicos para Bangu | Dados climatológicos para Bangu |
| Mês | Jan                             | Fev                             | Mar                             | Abr                             | Mai                             | Jun                             | Jul                             | Ago                             | Set                             | Out                             | Nov                             | Dez                             | Ano                             |
| --- | ------------------------------- | ------------------------------- | ------------------------------- | ------------------------------- | ------------------------------- | ------------------------------- | ------------------------------- | ------------------------------- | ------------------------------- | ------------------------------- | ------------------------------- | ------------------------------- | ------------------------------- |
| Temperatura máxima recorde (°C) | 43,1                            | 40,8                            | 41,2                            | 38,9                            | 36,8                            | 35,7                            | 36,1                            | 40,2                            | 42                              | 41,6                            | 41,6                            | 41,1                            | 43,1                            |
| Temperatura máxima média (°C) | 33,9                            | 34,8                            | 33                              | 31,5                            | 29                              | 28,2                            | 27,5                            | 28,4                            | 28,3                            | 29,9                            | 31,5                            | 32,8                            | 30,7                            |
| Temperatura mínima média (°C) | 23,8                            | 24                              | 23,2                            | 21,7                            | 19,3                            | 17,8                            | 17,1                            | 17,7                            | 18,6                            | 20,3                            | 21,7                            | 22,9                            | 20,7                            |
| Temperatura mínima recorde (°C) | 16,9                            | 17,2                            | 17,2                            | 12,5                            | 11,3                            | 8,7                             | 9                               | 10,4                            | 11                              | 12,4                            | 11,4                            | 14                              | 8,7                             |
| Precipitação (mm) | 204,9                           | 148,7                           | 155,7                           | 108,7                           | 74,8                            | 56,4                            | 43,5                            | 38,8                            | 81,2                            | 80,9                            | 105                             | 152,4                           | 1 251                           |
| Dias com precipitação (≥ 1 mm) | 12                              | 9                               | 10                              | 7                               | 7                               | 5                               | 5                               | 5                               | 9                               | 9                               | 9                               | 11                              | 98                              |
| Fonte: Instituto Nacional de Meteorologia (INMET) (normal climatológica de 1981-2010; recordes de temperatura de 01/01/1961 a 27/03/2004). |                                 |                                 |                                 |                                 |                                 |                                 |                                 |                                 |                                 |                                 |                                 |                                 |                                 |

## Subdivisões
Localidades: Cardeal Dom Jaime, Catirí, Conjunto Moça Bonita, Guilherme da Silveira, Mangueiral, Nova Aliança, Parque Independência, Parque Leopoldina, Rio da Prata, Parque Seis de Novembro, Ubaldo de Oliveira, Vila Aliança, Vila Moretti e Vila Sandá.

## Economia

### Comércio
Entre os principais estabelecimentos comerciais estão o Bangu Shopping e o Real Shopping Bangu também possui um polo comercial que compreende 13 ruas.

## Cultura e lazer

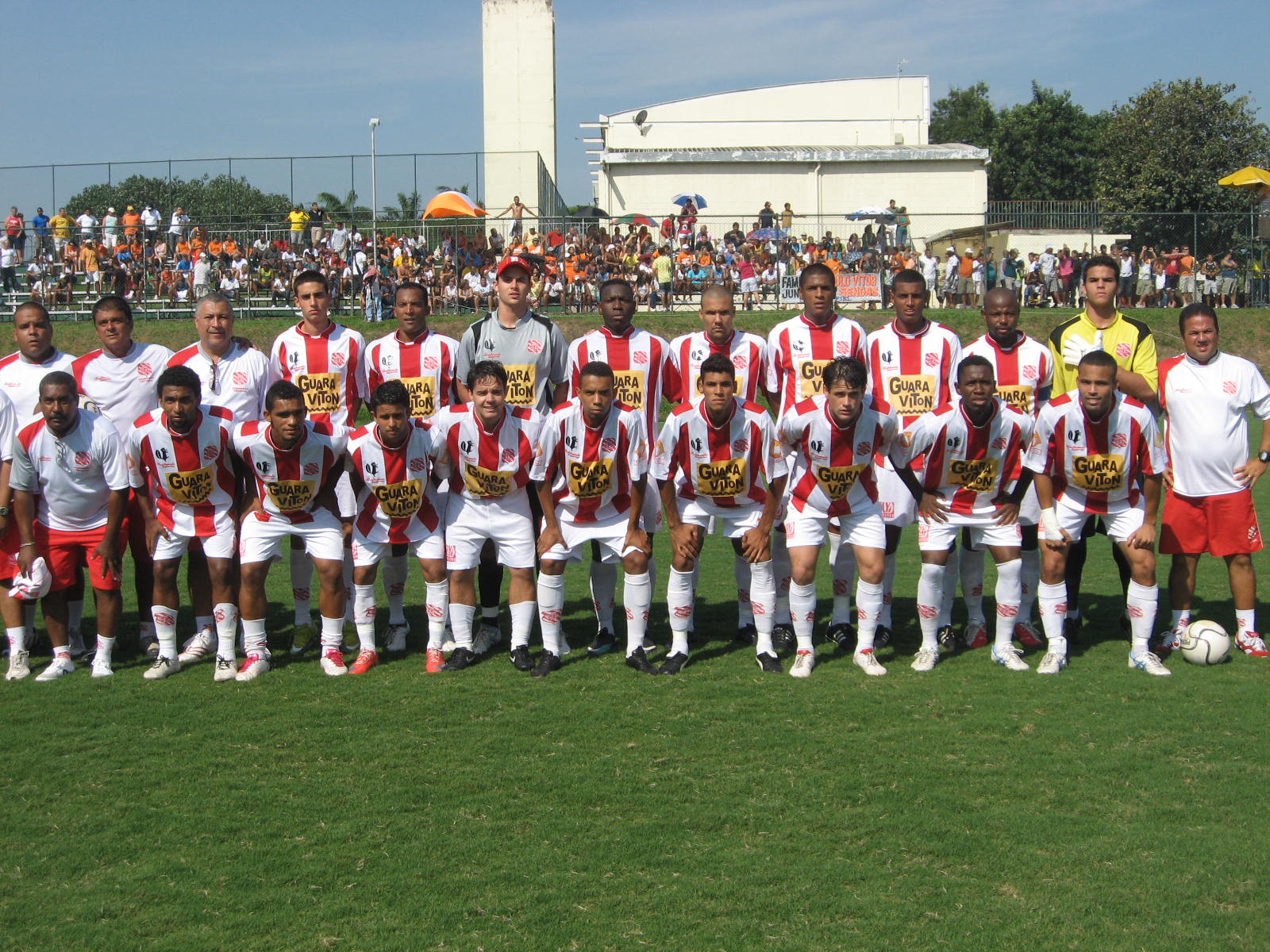
Equipe profissional do Bangu vice-campeã da Copa Rio em 2010

O bairro é sede de uma das mais tradicionais agremiações desportivas da capital fluminense, o Bangu Atlético Clube: duas vezes Campeão Carioca (1933 e 1966), Vice-Campeão Brasileiro de 1985 e Campeão Carioca (Série B) em 1911, 1914 e 2008 e vencedor de diversos títulos internacionais, dentre os quais destaca-se o Torneio Internacional de Nova York de 1960. Há também o Céres Futebol Clube, e o extinto Esperança FC.
É considerado o verdadeiro berço do futebol brasileiro, pois a primeira partida do esporte no país foi organizada por funcionários da antiga fábrica de tecidos como o escocês Thomas Donohoe (conhecido como Seu Danau) em 1894, um ano antes da partida organizada por Charles Miller, no bairro do Brás em São Paulo.
Bangu também é berço de Domingos da Guia e de diversos de seus parentes se destacaram no esporte, o Clã da Guia. Há um Busto de Domingos da Guia, inaugurado em 2004.
O bairro possui três escolas de samba: a Unidos de Bangu, madrinha da Acadêmicos de Santa Cruz, a Acadêmicos do Jardim Bangu e a Unidos da Vila Kennedy. É também sede dos blocos Boêmios de Vila Aliança, Grilo de Bangu e Amizade da Água Branca.
São ainda referências culturais o Casino Bangu, o Cine Arte Bangu, a Lona Cultural de Bangu, o Ginásio do Bangu Atlético Clube e o Show Da Progresso.